# Wayne Allyn Root
Wayne Allyn Root, né le 20 juillet 1961 à Mount Vernon dans l'État de New York, est un homme politique et entrepreneur américain, qui est aussi une personnalité de la télévision et de la radio.

## Biographie succincte et carrière politique
Il est le fils de Stella et David Root. Son père était cuisinier à Bronxville.
Root a suivi des études à la Thornton-Donovan School, puis a fait des études universitaires à l'Université Columbia, d"où il est sorti diplômé en sciences-politiques en 1983, dans la même promotion que Barack Obama.
Root a commencé sa carrière comme journaliste spécialisé en handicap sportif à Las Vegas dans le Nevada.
Son émission politique de radio a été, et est encore, diffusée à New York, Los Angeles et Chicago.
Il a milité dans les années 1990 et au début des années 2000 au Parti Républicain, qu'il a quitté en 2007, trouvant ses positions trop tièdes. Il a alors rejoint le Parti libertarien, dont il a été élu représentant au poste de vice-président pour l'élection présidentielle américaine de 2008 : à la Convention nationale du Parti Libertarien de 2008, Root a été éliminé au cinquième tour pour représenter le parti à la présidence, mais a été élu pour être proposé comme vice-président, à côté de Bob Barr.
Par la suite, il n'a pas réussi à devenir président du parti lors du congrès de 2010.

## Ouvrages
- VIAF
- ISNI
- LCCN
- GND
- CiNii
- Pologne
- Corée du Sud
- WorldCat

- Betting to Win on Sports (as Wayne Alan Root, with Wilbur Cross), Bantam, 1989, 184 p. (ISBN 978-0-553-34789-0)
- The Joy of Failure! : How to Turn Failure, Rejection, and Pain into Extraordinary Success, Summit Publishing Group, 1997, 263 p. (ISBN 978-1-56530-206-8)
- The Zen of Gambling: The Ultimate Guide to Risking It All and Winning at Life (with Paul Pease), Tarcher, 2004, 322 p. (ISBN 978-1-58542-402-3)
- Millionaire Republican, Tarcher, 2005, 242 p. (ISBN 978-1-58542-512-9)
- The King of Vegas' Guide to Gambling : How to Win Big at Poker, Casino Gambling & Life!The Zen of Gambling updated, Tarcher, 2006, 324 p. (ISBN 978-1-58542-529-7)
- The Conscience of a Libertarian : Empowering the Citizen Revolution with God, Guns, Gold & Tax Cuts, Wiley, 2009 (ISBN 978-0-470-45265-3)

## Sources
- Ressource relative à la vie publique :   - C-SPAN
- Ressource relative à l'audiovisuel :   - IMDb
- (en) The Wayne Allyn Root Show